# Переполох (фільм, 1975)
«Переполох» (груз. აურზაური სალხინეთში) — радянська комедія 1975 року, знята режисером Ланою Гогоберідзе на кіностудії «Грузія-фільм».

## Сюжет
В сонне містечко в Східній Грузії, де основним інтересом жителів є їжа, повертається його уродженка Макро, що стала відомою актрисою. У неї є колекція картин, яку вона хоче передати рідному місту в дар. Поява енергійної Макро змінює життя городян. Їй вдається влаштувати особисте життя племінниці і відкрити в місцевому ресторані музей.

## У ролях
- Надія Харадзе — Макро
- Софіко Чіаурелі — Тамро
- Георгій Гегечкорі — Датіко
- Гія Авалішвілі — Вітя
- Зураб Кікалейшвілі — Річард
- Джемал Гаганідзе — Арчіл
- Кахі Кавсадзе — Сашико
- Гега Кобахідзе — син Сашико
- Ніно Ананіашвілі — дочка Сашико
- Дмитро Такайшвілі — Естате

## Знімальна група
- Оператор: Ломер Ахвледіані
- Композитор: Нодар Габунія
- Режисер: Лана Гогоберідзе
- Сценарист: Заїра Арсенішвілі, Лана Гогоберідзе